# Омское речное училище
Омское командное речное училище имени капитана В. И. Евдокимова  — первое в Сибири учебное заведение водного транспорта созданное для подготовки командного состава судов речного водного транспорта. Является структурным подразделением Омского института водного транспорта.

## История
Исторически первый вид транспорта это речной транспорт. На протяжении своей истории город Омск был тесно связан с рекой. 15 декабря 1920 года по инициативе Сибирского ЦК профсоюзов водников основано Омское речное училище. В 1944 году 20 июня Решением Госкомобороны и приказом народного комиссара речного флота № 208 учебное заведение реорганизовано в речное училище.
В 1956 году по инициативе руководства Иртышского речного пароходства открыт Опорный пункт Новосибирского института инженеров водного транспорта по подготовке инженерных кадров для водного транспорта, который в 1991 году преобразуется в Омский филиал (с 2007 года Иртышский филиал) Новосибирской государственной академии водного транспорта.
В 2007 году Иртышский филиал объединен с Омским командным речным училищем имени капитана В.И. Евдокимова в единый профессиональный образовательный комплекс, способный давать студентам и курсантам профессиональное образование любого уровня.
В январе 2015 года Омский институт водного транспорта - филиал Федерального государственного бюджетного образовательного учреждения высшего образования "Новосибирская государственная академия водного транспорта" был переименован в Омский институт водного транспорта - филиал Федерального государственного бюджетного образовательного учреждения высшего образования "Сибирский государственный университет водного транспорта".

## Контакты
Сокращенное наименование: ОИВТ (филиал) ФГБОУ ВО "СГУВТ"
Юридический адрес: 630099, г. Новосибирск, ул. Щетинкина, д. 33
Почтовый адрес: 644099, г. Омск, ул. Ивана Алексеева, д. 4
Официальный сайт: http://оивт-сгувт.рф

## Известные выпускники
- Дорогин, Валерий Фёдорович
- Орёл, Александр Евстафьевич